# 早川駅
早川駅（はやかわえき）は、神奈川県小田原市早川一丁目にある、東日本旅客鉄道（JR東日本）東海道本線の駅である。駅番号はJT 17。

## 歴史

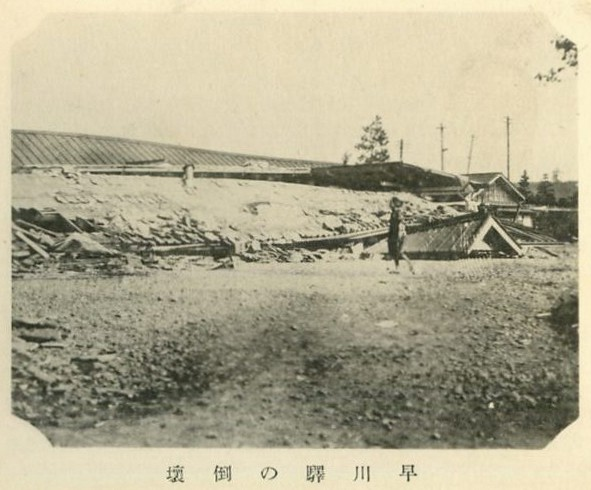
関東大震災で倒壊した早川駅（1923年）

東海道本線の開通以前は、人車鉄道・軽便鉄道の豆相人車鉄道（のちの熱海鉄道）も1896年 - 1922年にかけて存在し、この付近に「早川駅」が置かれていた。

### 年表
- 1922年（大正11年）12月21日：国有鉄道熱海線小田原駅～真鶴駅間開通と同時に開業[1]。旅客・貨物取扱を開始[1]。
- 1923年（大正12年）9月1日：関東大震災で駅舎倒壊。
- 1934年（昭和09年）12月1日：熱海線所属から東海道本線所属に変更。
- 1959年（昭和34年）12月1日：貨物取扱廃止[1]。
- 1972年（昭和47年）3月15日：荷物扱い廃止[1]。
- 1987年（昭和62年）4月1日：国鉄分割民営化により、東日本旅客鉄道の駅となる[1]。
- 2001年（平成13年）11月18日：ICカード「Suica」供用開始。

## 駅構造
島式ホーム1面2線と側線1本を有する地上駅である。木造駅舎を有する。駅舎とホームは地下通路（階段のみ）で連絡している。
駅入口の右手には臨時口が設けられている。2023年（令和5年）現在、臨時口に関連する案内看板はすべてテープで覆い隠されている。
JR東日本ステーションサービスが駅業務を受託する業務委託駅。簡易Suica改札機が設置されている。

### のりば
| 番線 | 路線           | 方向 | 行先                   |
| ---- | -------------- | ---- | ---------------------- |
| 1    | 東海道線       | 下り | 熱海・伊東・沼津方面   |
| 2    | 東海道線       | 上り | 小田原・横浜・東京方面 |
| 2    | 上野東京ライン | 上り | 東京・宇都宮・高崎方面 |

（出典：JR東日本:駅構内図）

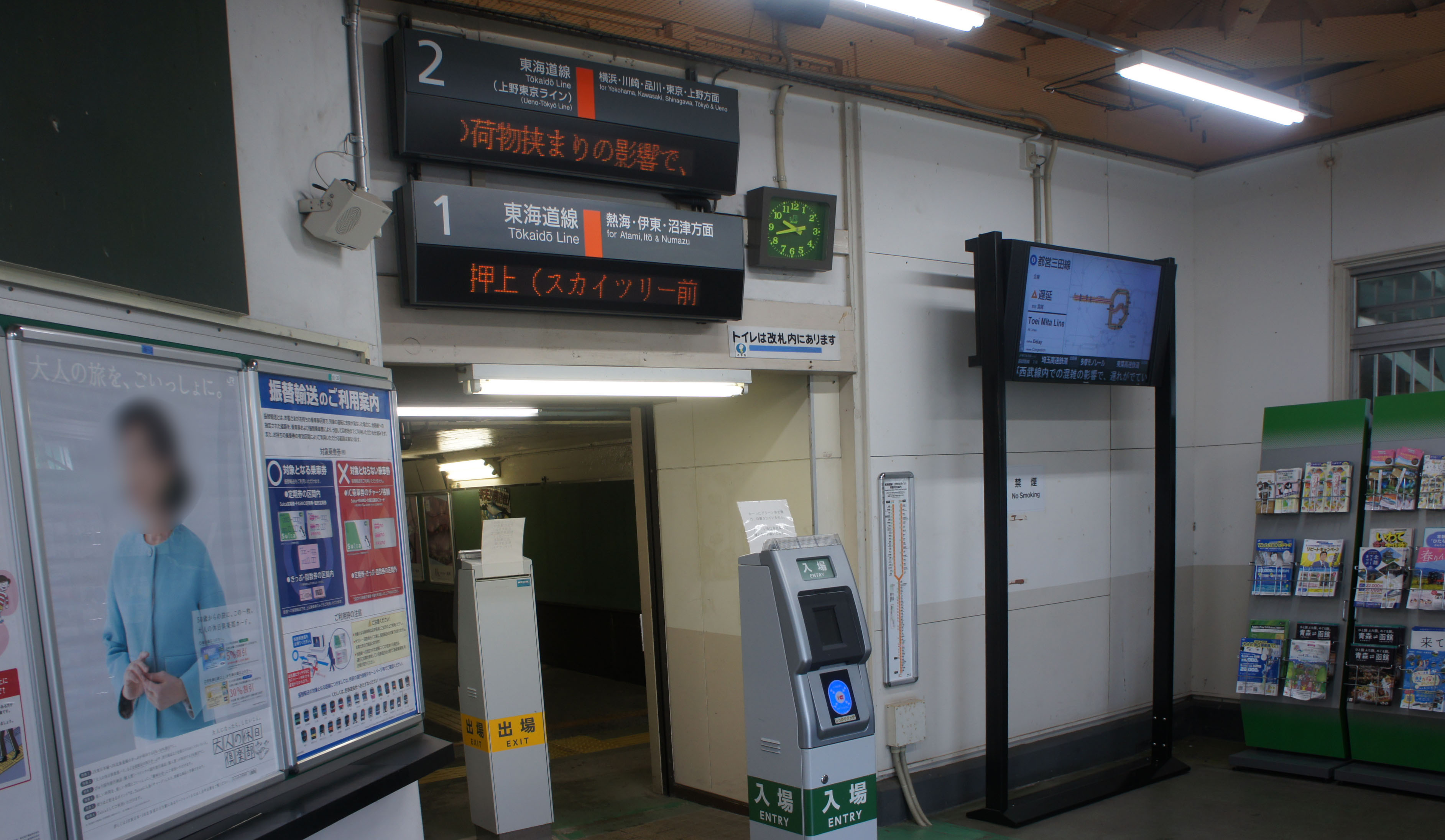
簡易Suica改札機（2019年6月）
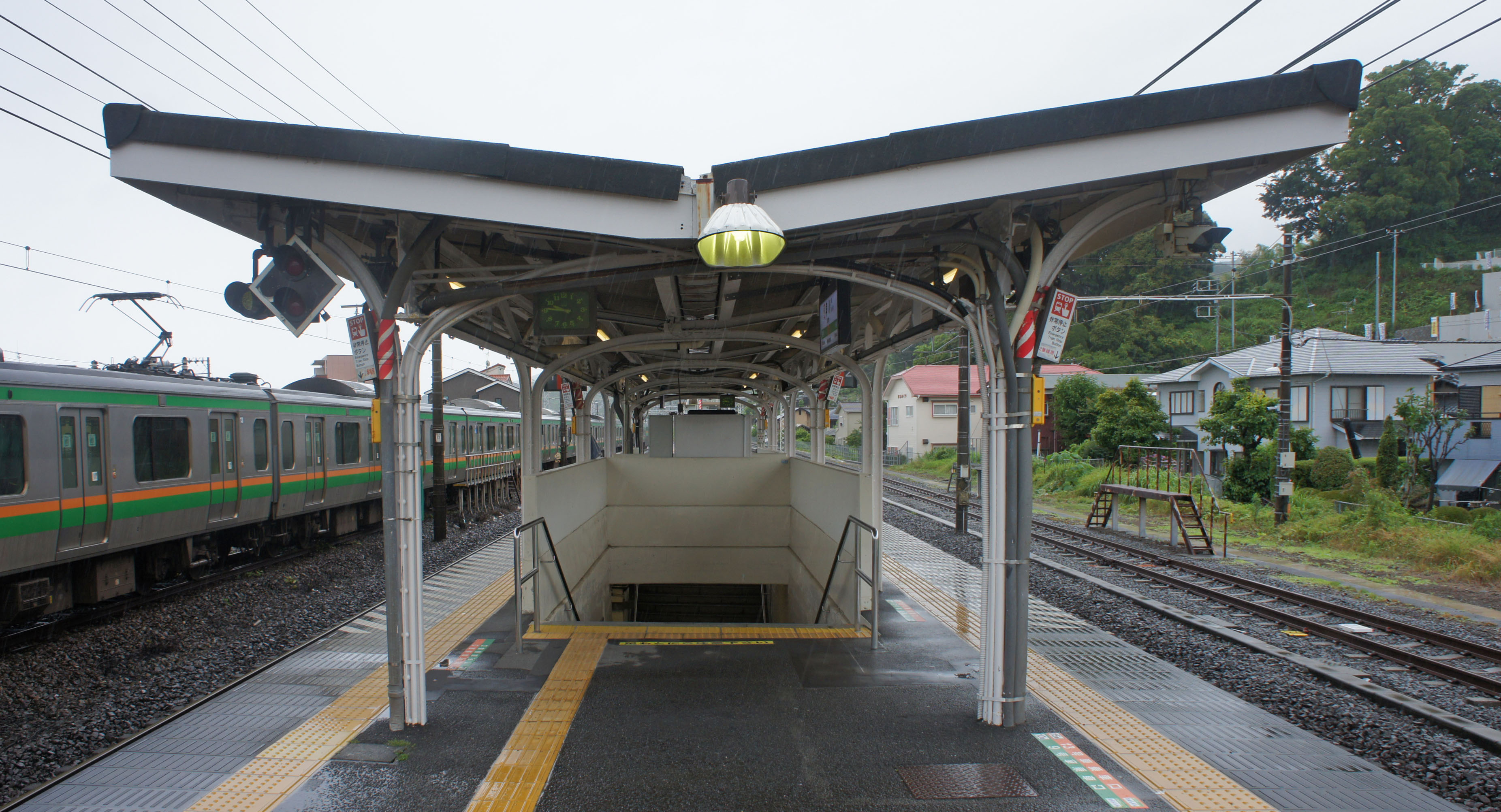
ホーム（2019年6月）

## 利用状況
2023年度（令和5年度）の1日平均乗車人員は1,293人である。東海道本線のJR東日本管轄区間の駅では根府川駅に次いで2番目に少ない。
1995年度（平成7年度）以降の推移は下記の通り。
| 年度               | 1日平均 乗車人員 | 出典     |
| ------------------ | ---------------- | -------- |
| 1995年（平成07年） | 1,980            | [ * 1 ]  |
| 1998年（平成10年） | 1,864            | [ * 2 ]  |
| 1999年（平成11年） | 1,823            | [ * 3 ]  |
| 2000年（平成12年） | 1,762            | [ * 3 ]  |
| 2001年（平成13年） | 1,712            | [ * 4 ]  |
| 2002年（平成14年） | 1,658            | [ * 5 ]  |
| 2003年（平成15年） | 1,643            | [ * 6 ]  |
| 2004年（平成16年） | 1,557            | [ * 7 ]  |
| 2005年（平成17年） | 1,589            | [ * 8 ]  |
| 2006年（平成18年） | 1,608            | [ * 9 ]  |
| 2007年（平成19年） | 1,577            | [ * 10 ] |
| 2008年（平成20年） | 1,550            | [ * 11 ] |
| 2009年（平成21年） | 1,510            | [ * 12 ] |
| 2010年（平成22年） | 1,440            | [ * 13 ] |
| 2011年（平成23年） | 1,391            | [ * 14 ] |
| 2012年（平成24年） | 1,402            | [ * 15 ] |
| 2013年（平成25年） | 1,438            | [ * 16 ] |
| 2014年（平成26年） | 1,404            | [ * 17 ] |
| 2015年（平成27年） | 1,406            | [ * 18 ] |
| 2016年（平成28年） | 1,355            | [ * 19 ] |
| 2017年（平成29年） | 1,368            |          |
| 2018年（平成30年） | 1,352            |          |
| 2019年（令和元年） | 1,386            |          |
| 2020年（令和02年） | 1,093            |          |
| 2021年（令和03年） | 1,163            |          |
| 2022年（令和04年） | 1,265            |          |
| 2023年（令和05年） | 1,293            |          |

## 駅周辺
- 国道135号
- 神奈川県道724号早川停車場線
- JAかながわ西湘早川支店
  - 土休日は「早川臨時観光案内所」が設けられ、レンタサイクルや手荷物預かりサービスも行う[5]。
- 小田原漁港
- 漁港の駅TOTOCO小田原
- 小田原早川郵便局
- 早川のビランジュ
- 石垣山一夜城
  - 一夜城 Yoroizuka Farm[6]
- 海蔵寺
- 魚籃観音（東善院）
- 早川観音（真福寺）
- 紀伊神社・道祖神

## バス路線
駅前の「JR早川駅」停留所より、小田原宿観光回遊バス「うめまる号」（土休日のみ運行）が発着する。
また、駅近くの国道135号に箱根登山バス「早川駅」停留所が設置され、小田原駅と石名坂を結ぶ路線が発着する。

## その他
- 2005年8月ごろのSuicaのコマーシャル（『片思い編』）に登場した[8]。
- 小田原漁港が近隣にあることから、小田原市が提供する観光情報サイトにおいて『JRの駅では日本一港に近い駅』として紹介されたことがある。
- 2014年4月13日放送の『サザエさん』「ハヤカワさんの駅」(作品No.7094)において、波平とカツオ、早川が釣りに訪れ、駅の出入口で写真を撮る描写があった。

## 隣の駅
東日本旅客鉄道（JR東日本）
 東海道線
■普通
小田原駅 (JT 16) - 早川駅 (JT 17) - 根府川駅 (JT 18)
2004年10月16日までは、一部の快速「アクティー」が当駅と根府川駅を通過していたが、以降はすべて停車していた。しかし2021年3月13日以降、「アクティー」は小田原駅止まりのみとなった。なお、湘南新宿ラインの特別快速が小田原 - 熱海駅間で延長運転されることがあるが、その列車は当駅と根府川駅を通過する。

### 記事本文
1. 1 2 3 4 5 6  石野哲 編『停車場変遷大事典 国鉄・JR編』 II（初版）、JTB、1998年10月1日、16頁。ISBN 978-4-533-02980-6。
2. 1 2  事業エリアマップ - JR東日本ステーションサービス.2021年9月14日閲覧
3. ↑  統計 - 小田原市
4. ↑  “神奈川県県勢要覧”. 2018年10月4日時点のオリジナルよりアーカイブ。2022年5月15日閲覧。
5. ↑  “早川臨時観光案内所”.   小田原市. 2022年6月18日閲覧。
6. ↑  一夜城 Yoroizuka Farm,2023年2月6日閲覧。
7. ↑  “小田原宿観光回遊バス”.   小田原市. 2022年6月18日閲覧。
8. ↑  “JR東日本 テレビCMギャラリー”. JR東日本 (2005年10月18日). 2005年10月24日時点のオリジナルよりアーカイブ。2022年5月15日閲覧。

### 利用状況
JR東日本の2000年度以降の乗車人員
1. ↑  各駅の乗車人員（2000年度） - JR東日本
2. ↑  各駅の乗車人員（2001年度） - JR東日本
3. ↑  各駅の乗車人員（2002年度） - JR東日本
4. ↑  各駅の乗車人員（2003年度） - JR東日本
5. ↑  各駅の乗車人員（2004年度） - JR東日本
6. ↑  各駅の乗車人員（2005年度） - JR東日本
7. ↑  各駅の乗車人員（2006年度） - JR東日本
8. ↑  各駅の乗車人員（2007年度） - JR東日本
9. ↑  各駅の乗車人員（2008年度） - JR東日本
10. ↑  各駅の乗車人員（2009年度） - JR東日本
11. ↑  各駅の乗車人員（2010年度） - JR東日本
12. ↑  各駅の乗車人員（2011年度） - JR東日本
13. ↑  各駅の乗車人員（2012年度） - JR東日本
14. ↑  各駅の乗車人員（2013年度） - JR東日本
15. ↑  各駅の乗車人員（2014年度） - JR東日本
16. ↑  各駅の乗車人員（2015年度） - JR東日本
17. ↑  各駅の乗車人員（2016年度） - JR東日本
18. ↑  各駅の乗車人員（2017年度） - JR東日本
19. ↑  各駅の乗車人員（2018年度） - JR東日本
20. ↑  各駅の乗車人員（2019年度） - JR東日本
21. ↑  各駅の乗車人員（2020年度） - JR東日本
22. ↑  各駅の乗車人員（2021年度） - JR東日本
23. ↑  各駅の乗車人員（2022年度） - JR東日本
24. ↑  各駅の乗車人員（2023年度） - JR東日本

神奈川県県勢要覧
1. ↑  線区別駅別乗車人員（1日平均）の推移 (PDF)  - 17ページ
2. ↑  神奈川県県勢要覧（平成12年度）- 220ページ
3. 1 2  神奈川県県勢要覧（平成13年度） (PDF)  - 222ページ
4. ↑  神奈川県県勢要覧（平成14年度） (PDF)  - 220ページ
5. ↑  神奈川県県勢要覧（平成15年度） (PDF)  - 220ページ
6. ↑  神奈川県県勢要覧（平成16年度） (PDF)  - 220ページ
7. ↑  神奈川県県勢要覧（平成17年度） (PDF)  - 222ページ
8. ↑  神奈川県県勢要覧（平成18年度） (PDF)  - 222ページ
9. ↑  神奈川県県勢要覧（平成19年度） (PDF)  - 224ページ
10. ↑  神奈川県県勢要覧（平成20年度） (PDF)  - 228ページ
11. ↑  神奈川県県勢要覧（平成21年度） (PDF)  - 238ページ
12. ↑  神奈川県県勢要覧（平成22年度） (PDF)  - 236ページ
13. ↑  神奈川県県勢要覧（平成23年度） (PDF)  - 236ページ
14. ↑  神奈川県県勢要覧（平成24年度） (PDF)  - 232ページ
15. ↑  神奈川県県勢要覧（平成25年度） (PDF)  - 234ページ
16. ↑  神奈川県県勢要覧（平成26年度） (PDF)  - 236ページ
17. ↑  神奈川県県勢要覧（平成27年度） (PDF)  - 236ページ
18. ↑  神奈川県県勢要覧（平成28年度） (PDF)  - 244ページ
19. ↑  神奈川県県勢要覧（平成29年度） (PDF)  - 236ページ